# Église Saint-Eucher de Lyon
L'église Saint-Eucher est une église dédiée à Eucher de Lyon située rue des Actionnaires dans le 4e arrondissement de Lyon, en France.

## Description
Cette église catholique lyonnaise a son portail rue des Actionnaires. Sa nef longe la rue Mascrany, une rue parallèle à la montée de la Boucle entre le parc de la Tête d'or et l'hôpital de la Croix-Rousse et son chevet se trouve sur la rue Guitton, parallèle à la rue des Actionnaires.

## Historique
L'église est construite en 1803 selon les plans de François Pascalon et achevée par Joseph Forest.

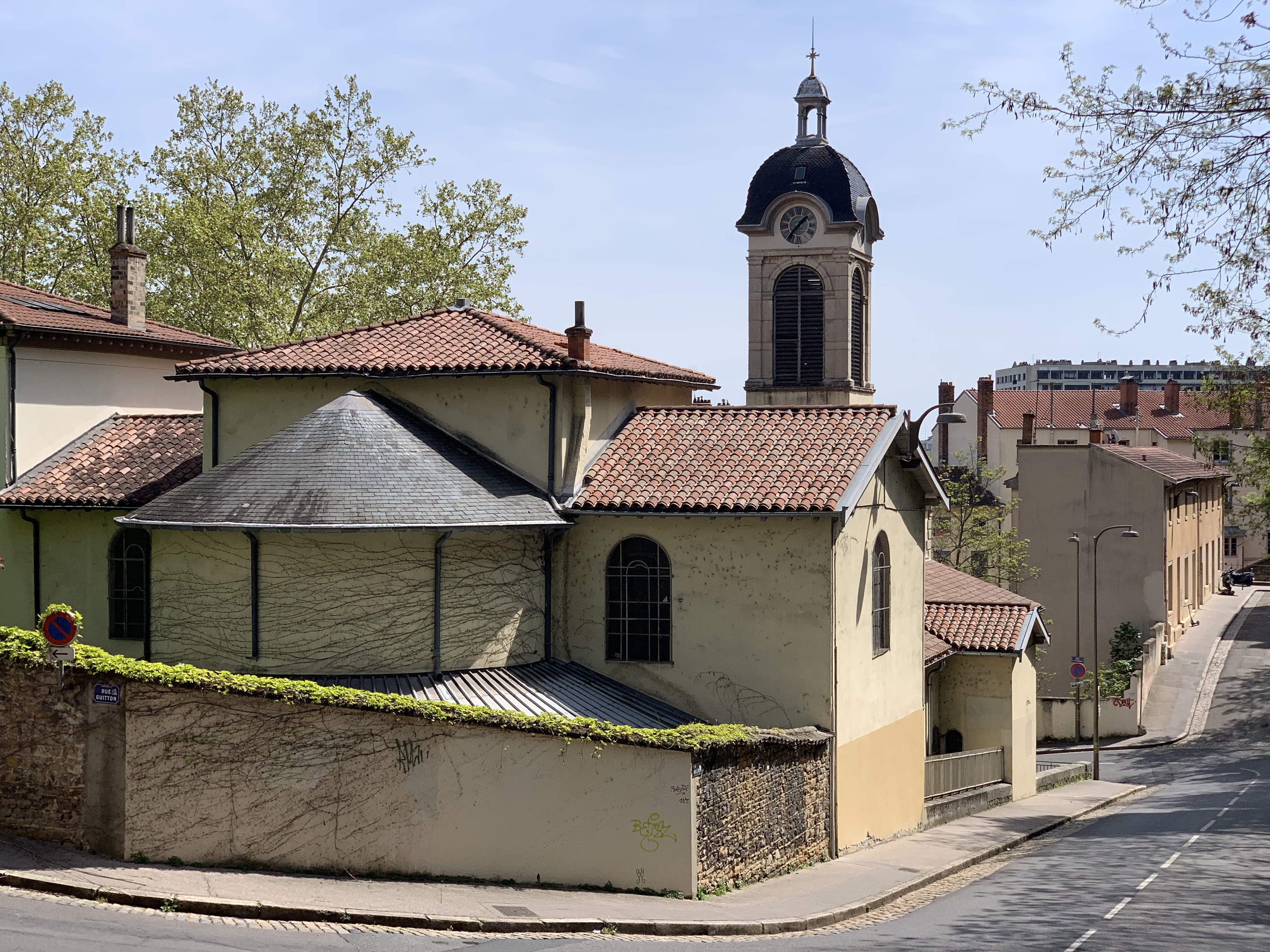
Vue depuis l'escalier de la rue Mascarny.
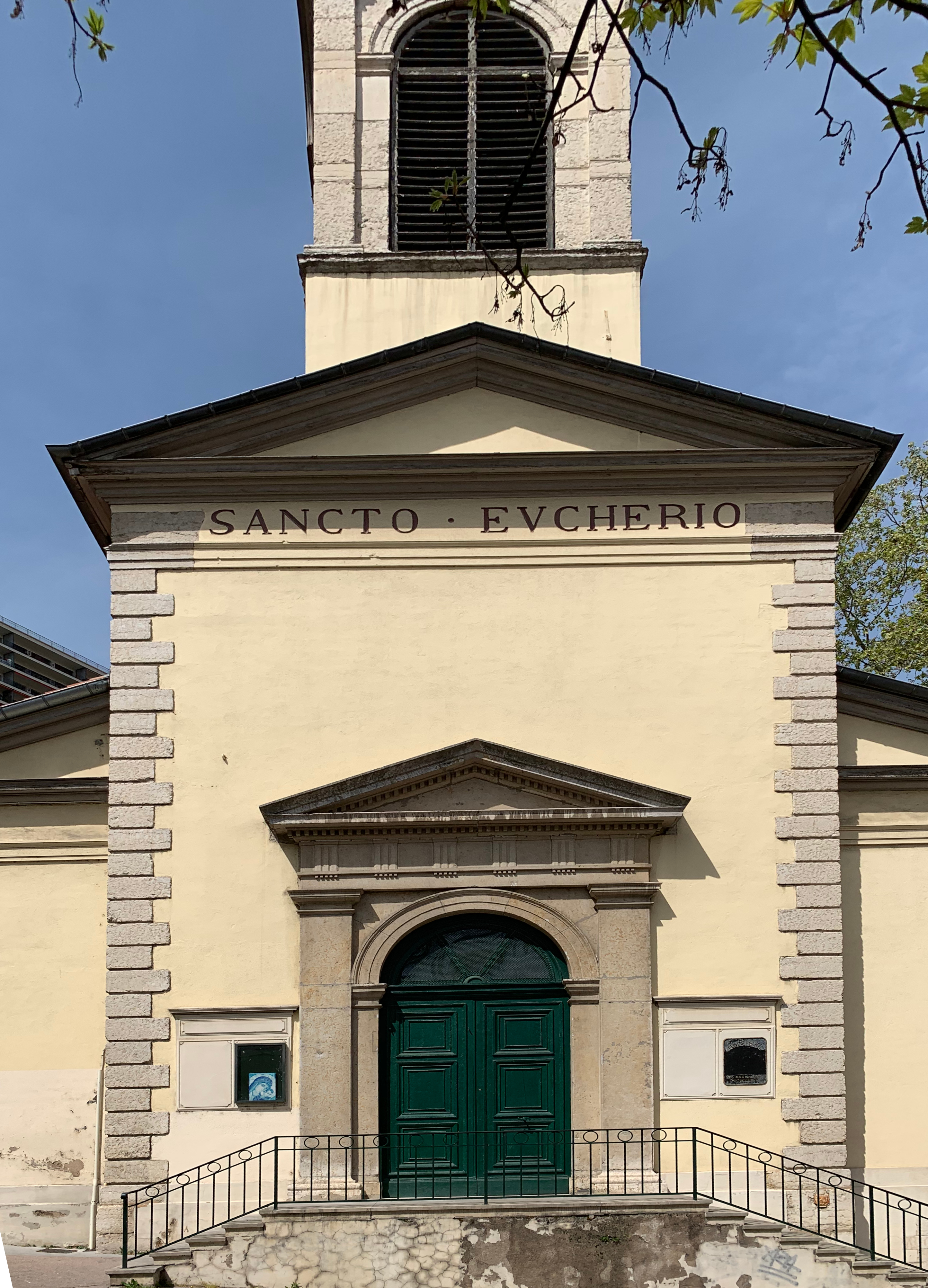
Portail, rue des Actionnaires.
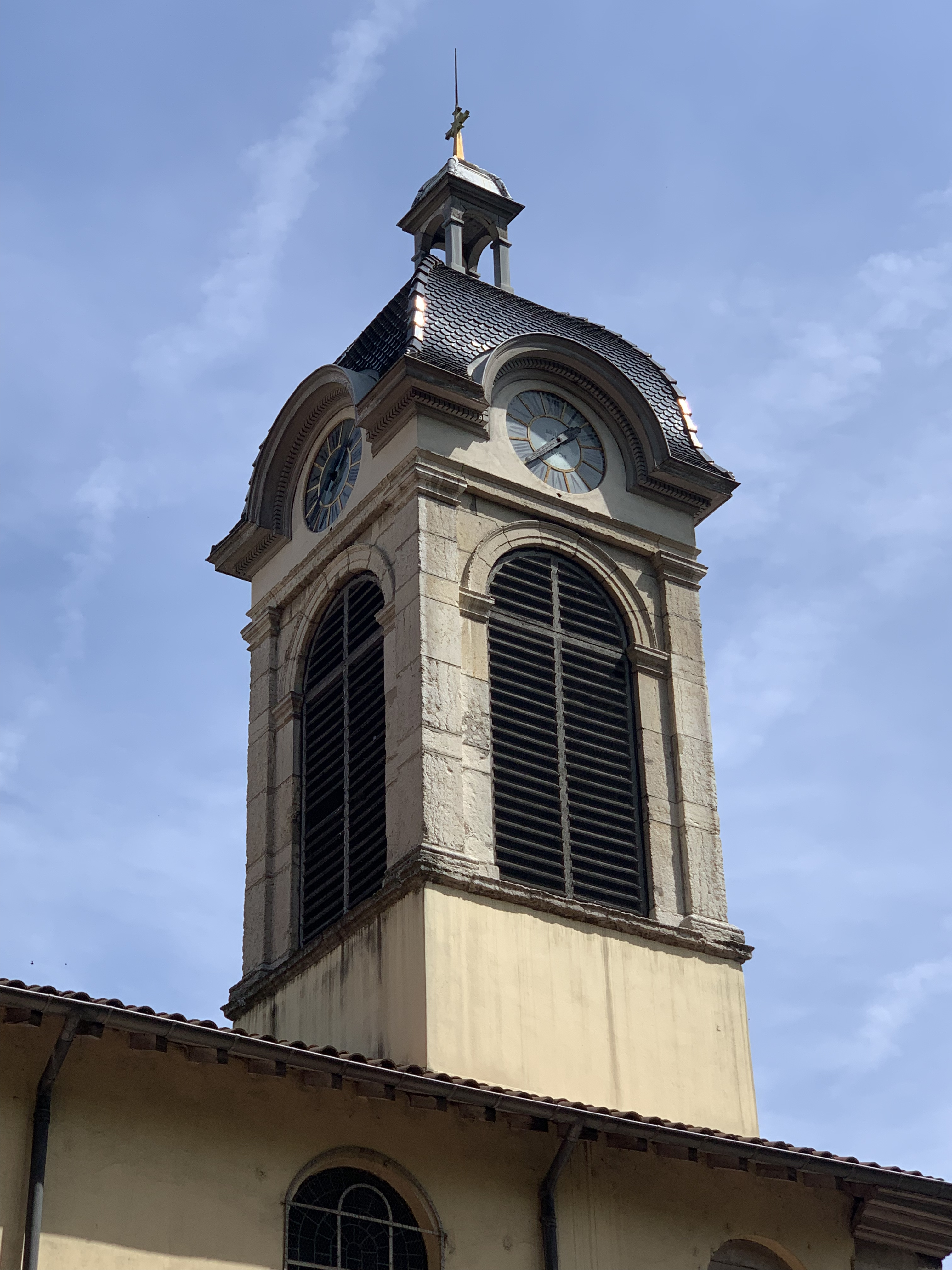
Le clocher.

C'est dans cette église qu'a été baptisé Henri Grouès, l'Abbé Pierre, prêtre catholique et fondateur d'Emmaüs France né en 1912 et décédé en 2007.